# Can Pau (la Vall d'en Bas)
Can Pau és una obra de la Vall d'en Bas (Garrotxa) protegida com a bé cultural d'interès local.

## Descripció
És una casa orientada al nord, amb teulada a dues vessants. A la part davantera hi ha dues galeries de fusta afegides al cos de la casa. L'entrada es fa mitjançant una escala de pedra, ja que el primer pis és destinat a habitatge i la planta baixa a corrals. Les obertures, nombroses, són petites i, a la part dreta de l'edifici, irregulars. A la llinda de la porta hi havia la data de 1756, però avui està esborrada. Va ser restaurada cap als anys 1970.

## Història
Com la majoria de les cases que pertanyen al nucli central de Joanetes, on hi ha l'església, Can Pau és de mitjans de segle xviii, segle de prosperitat i creixement econòmic i demogràfic d'aquesta sub-comarca.